# Christoph Ploß

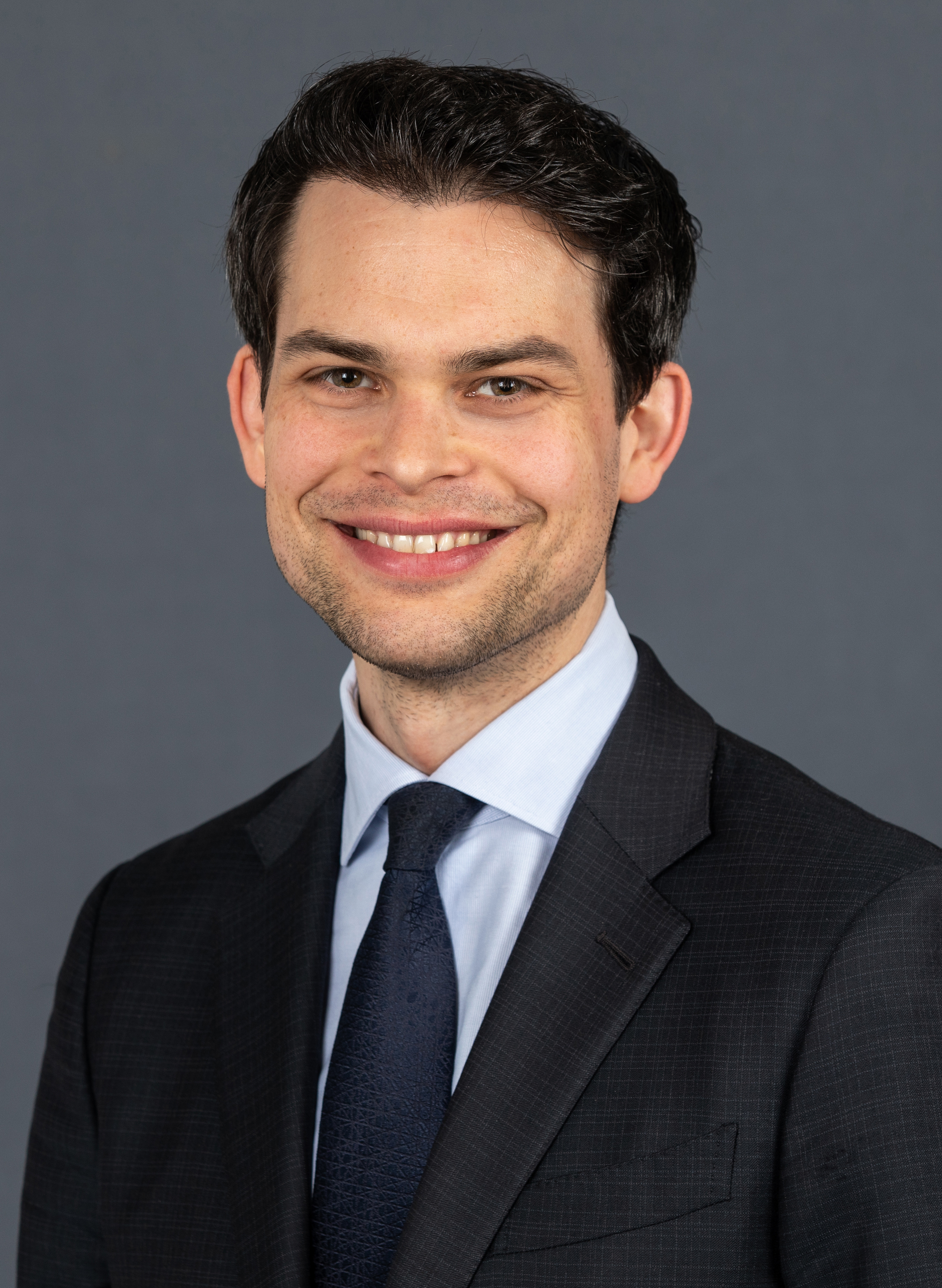
Christoph Ploß (2020)

Christoph Johannes Ploß (* 19. Juli 1985 in Hamburg) ist ein deutscher Politiker (CDU). Seit 2017 ist er Mitglied des Bundestages. Von 2020 bis 2023 war er Vorsitzender der CDU Hamburg. Seit 2025 ist er Koordinator der Bundesregierung für die maritime Wirtschaft und Tourismus.

## Herkunft und beruflicher Werdegang
Ploß wuchs in Hamburg als Sohn eines promovierten Chemikers auf. Sein in Hamburg geborener Vater war in Reichenbach im Vogtland aufgewachsen und Ende der 1970er Jahre aus der DDR nach West-Berlin im Kofferraum eines Fluchthelfers geflohen. Er arbeitete als Leiter Forschung und Entwicklung einer Tochterfirma der Norddeutschen Affinerie und starb, als Ploß Anfang zwanzig war. Nach dem Abitur 2005 an der Gelehrtenschule des Johanneums leistete Ploß Zivildienst. Danach nahm er ein Bachelor-Studium der Geschichte und Politikwissenschaft an der Universität Hamburg auf, das er 2009 mit einem Bachelor of Arts abschloss. Im Anschluss absolvierte er 2011 in Hamburg seinen Master of Arts in Geschichte mit dem Schwerpunkt European Studies. Während seines Studiums war Christoph Ploß Stipendiat der Begabtenförderung der Konrad-Adenauer-Stiftung. 2012 nahm er ein Promotionsstudium an der Universität Hamburg auf und war Mitarbeiter des CDU-Bundestagsabgeordneten Dirk Fischer. Ploß wurde 2017 mit einer von Gabriele Clemens betreuten Arbeit über die „New Commonwealth Society“ promoviert, in der er die Entwicklung supranationaler Europaideen untersuchte. Von 2015 bis 2017 war Ploß Pressereferent der Bauer Media Group in Hamburg.

## Politischer Werdegang

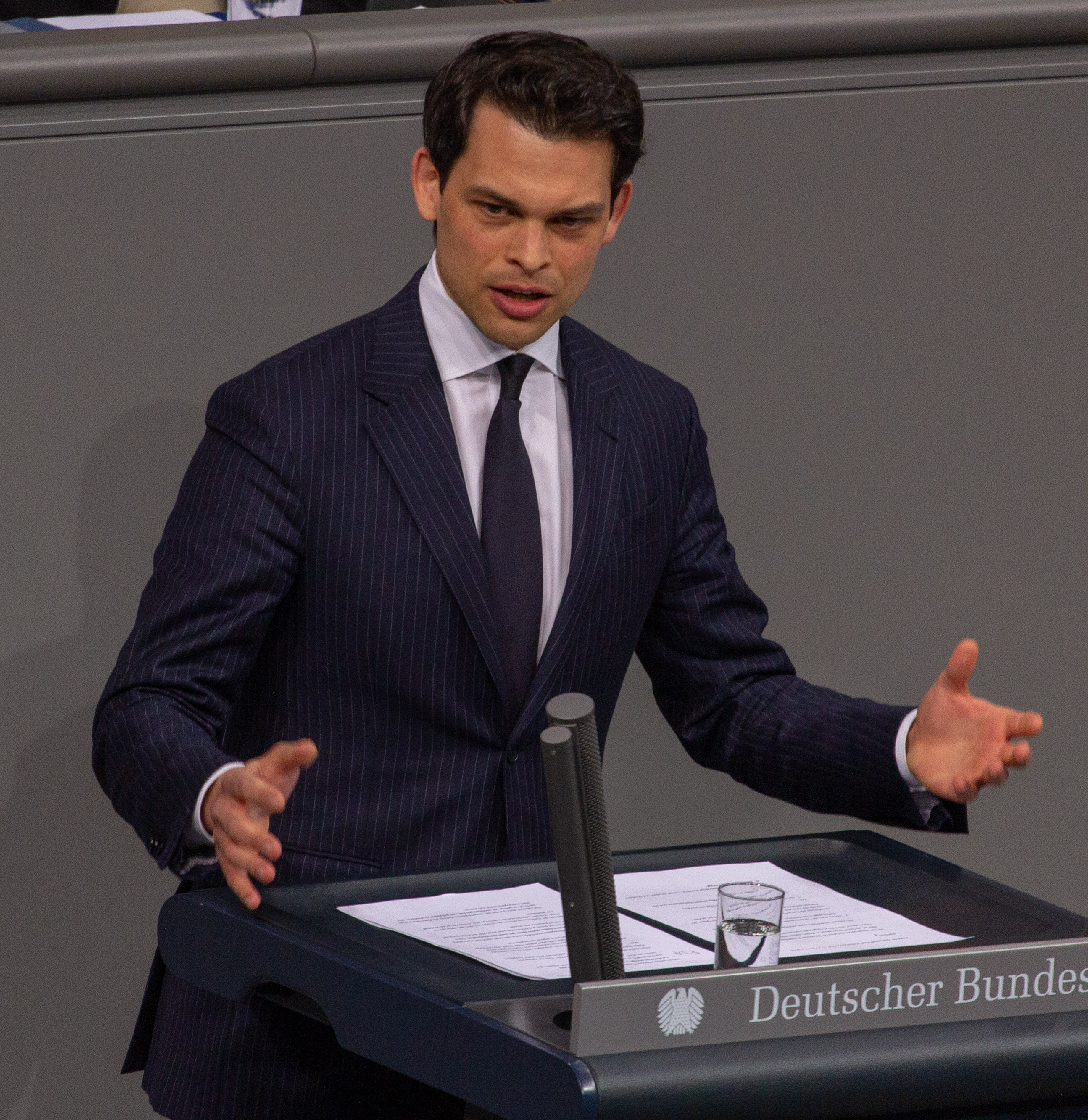
Christoph Ploß im Bundestag (2019)

Ploß trat 2005 in die CDU ein. In der Bezirksversammlung Hamburg-Nord, in die er erstmals 2008 gewählt wurde, war er von 2011 bis zu seiner Wahl in den Bundestag 2017 stellvertretender Vorsitzender der CDU-Fraktion und Fraktionssprecher für Umwelt und Verkehr. Seit 2010 ist er Vorsitzender des CDU-Ortsverbands Winterhude und seit 2016 Vorsitzender des CDU-Kreisverbands Hamburg-Nord. 2020 wurde Ploß mit 177 von 212 Stimmen zum Vorsitzenden der CDU Hamburg gewählt, deren stellvertretender Vorsitzender er seit 2016 war. Bei der Bundestagswahl 2017 setzte sich Ploß mit 33,5 % der Erststimmen gegen Dorothee Martin (SPD) durch, die 30,8 % der Erststimmen erhielt. Im 19. Deutschen Bundestag war Ploß ordentliches Mitglied in den Ausschüssen für die Angelegenheiten der Europäischen Union und für Verkehr und digitale Infrastruktur sowie stellvertretendes Mitglied in der Ostseeparlamentarierkonferenz.
Bei der Bundestagswahl 2021 verlor Ploß mit 23,8 Prozent der Erststimmen sein Direktmandat gegen Dorothee Martin (SPD), welche 30,7 Prozent der Erststimmen erhielt. Er zog über die Landesliste der Hamburger CDU in den 20. Bundestag ein. Im Verkehrsausschuss ist er der Obmann der CDU/CSU-Bundestagsfraktion. Zudem ist er Vorsitzender der fraktionsübergreifenden Parlamentariergruppe für die arabischsprachigen Staaten des Nahen und Mittleren Ostens. 2022 wurde er mit 151 der 203 Delegiertenstimmen als Landesvorsitzender der CDU Hamburg wiedergewählt. Im März 2023 gab er bekannt, als Vorsitzender des CDU-Landesverbands zurückzutreten. Seine Nachfolge trat im April 2023 Dennis Thering an. Nach einer gleichzeitig beschlossenen Satzungsänderung ist Ploß als Vorsitzender der Hamburger Parlamentariergruppe im Bundestag qua Amt Mitglied des Hamburger CDU-Landesvorstands.
Seit Oktober 2021 ist er als Nachfolger von Rüdiger Krause Vorsitzender der Hamburger CDU-Landesgruppe.
Bei der Bundestagswahl 2025 erhielt Ploß 28,1 % der Erststimmen im Wahlkreis Hamburg-Nord. Damit gewann er das Direktmandat.
Bei den Koalitionsverhandlungen mit der SPD im Frühling 2025 war er Mitglied der Verhandlungsgruppe im Bereich „Verkehr und Infrastruktur“.
Am 28. Mai 2025 wurde Ploß zum Koordinator der Bundesregierung für die maritime Wirtschaft und Tourismus ernannt.

## Politische Positionen
Zu den politischen Schwerpunkten von Ploß zählen die Weiterentwicklung der Europäischen Union, die Verkehrs- und Infrastrukturpolitik sowie das Thema Generationengerechtigkeit. So forderte Ploß in einem Gastbeitrag in der WELT, das deutsche Rentensystem zu reformieren, und plädierte für ein flexibles Renteneintrittsalter, bei dem die Höhe der Rente an die Lebensarbeitszeit gekoppelt würde. Innerhalb seiner Partei lehnt er eine Frauenquote ab und will zur stärkeren Frauenbeteiligung die Rahmenbedingungen verbessern. Er unterstützte Friedrich Merz bei der Wahl des neuen CDU-Parteivorsitzenden 2021.
Im April 2023 forderte Ploß in einem Interview mit dem Spiegel (online), ein Verbot des Vereins „Samidoun“ zu prüfen, nachdem Teilnehmer einer von diesem organisierten Demonstration antisemitische Parolen wie „Tod den Juden“ gerufen hatten.
Ploß zählt zum konservativen Flügel seiner Partei und lehnt Koalitionen der CDU mit den Grünen ab, weil diese „die Freiheit von immer mehr Bürgern einschränken wollten, die Antifa hofierten und Linksextremismus verharmlosten“. Außerdem kennzeichneten „Verbote, Gängelung und staatliche Bevormundung“ die grüne Wirtschafts- und Klimaschutzpolitik, was er ablehne. Stattdessen fordert Ploß „mehr Innovation“ zum Erreichen der Klimaschutzziele. Gleichzeitig fordert Ploß ein „Genderverbot“ für staatliche Einrichtungen, also ein Verbot der Verwendung von geschlechtergerechter Sprache für Beschäftigte des öffentlichen Dienstes. Wörtlich sagte der Bundestagsabgeordnete in einem Spiegel-Interview:

„Zu Hause am Abendbrottisch sollte selbstverständlich jeder, der das möchte, nach Herzenslust gendern können. Aber von Beamten, Lehrkräften und Dozenten erwarte ich, dass sie im Dienst gültige Regeln und Normen nicht einfach willkürlich verändern.“

Im Oktober 2021 forderte Ploß, den inhaltlichen Kurs, mit dem die ÖVP „wieder nach oben gekommen“ sei, einzuschlagen. Kurz darauf wurde der ÖVP-Korruptionsskandal öffentlich, in dessen Zuge Ploß‘ Vorbild Sebastian Kurz von seinem Amt als österreichischer Bundeskanzler zurücktreten musste. Ploß kritisiert die aus seiner Sicht zunehmende Ämtervergabe in der Politik nach Parteiproporz, „Geschlecht, Herkunft oder Flügelzugehörigkeit statt nach Qualifikation und Eignung“, was der Demokratie schade.
Im September 2022 veröffentlichte Christoph Ploß das Buch Aufbruch Deutschland: Eine Agenda bürgerlicher Vernunft. Ploß beschreibt darin eine bürgerliche Politik für die Mitte der Gesellschaft. Er fordert eine Reform des Rentensystems, die insbesondere die jüngeren Generationen in den Blick nehmen müsse. Zur Erreichung der Klimaziele plädiert Ploß für die Nutzung neuer Technologien wie E-Fuels, die nach seiner Auffassung klimafreundlicher seien. In diesem Zuge kritisiert er auch den Ausstieg aus der Kernenergie, da Deutschland in Zukunft deutlich mehr Strom benötige und dieser nur mit Hilfe der erneuerbaren Energien und der Kernenergie klimafreundlich erzeugt werden könne. Die Niederlage der CDU bei der Bundestagswahl beschreibt Ploß als „hausgemacht“. Er macht dafür die Auswahl des Kanzlerkandidaten Armin Laschet sowie mangelnde Geschlossenheit der CDU verantwortlich und bemängelt, dass in der öffentlichen Wahrnehmung nicht ausreichend klar gewesen sei, wofür die Christdemokratie noch stehe.

## Kontroversen
Im Juli 2020 wurde bekannt, dass die Unionspolitiker Christoph Ploß, Wolfgang Stefinger und Ronja Kemmer sich im Rahmen einer Delegationsreise in das arabische Sultanat Oman hatten einladen lassen. Die dabei entstandenen Kosten von jeweils 5466,00 Euro wurden von der Botschaft des Sultanats in Berlin übernommen.
Die WELT berichtete darüber, dass parteiinterne Kritiker in der CDU Hamburg Ploß ein auf seine eigene Person fokussiertes, effekthaschendes Auftreten und „unflexiblen Konservatismus“ attestierten. Im Bundestagswahlkampf 2021 hätten sich Bürger auf Wochenmärkten vermehrt darüber beschwert, dass Ploß „zwar physisch anwesend sei, aber nicht zuhöre“. Ploß sei zwar jung, aber in altem Denken verfangen.
Anfang September 2022 hatte die CDU Hamburg den ehemaligen Vorsitzenden der AfD Hamburg, Jörn Kruse, als neues Mitglied aufgenommen. Kruse war 2018 aus der AfD ausgetreten wegen deren Zusammenarbeit mit Rechtsradikalen. CDU-Landeschef Ploß erklärte hierzu: „Die AfD ist und bleibt eine extremistische Partei“ und ein „Sammelbecken von Rechtsradikalen und Rassisten“. Sie gehöre „auf den Scheiterhaufen der Geschichte“. Es sei aber wichtig, „vernünftigen ehemaligen AfD-Mitgliedern eine politische Heimat zu bieten“. Der CDU-Kreisvorstand Altona kritisierte diesen Vorgang.
Anfang März 2023 sorgte Ploß für Diskussionen nach einer Rede im Bundestag über E-Fuels. Mit Blick auf eine anstehende Gesetzesänderung sagte er, „dass E-Fuels, dass klimaneutrale Kraftstoffe, dass E-Diesel“ in Zukunft an Tankstellen vertrieben werden könnten: „Wir sind eines der letzten Länder in der Europäischen Union, in denen das nicht möglich ist.“ Auf Twitter veröffentlichte er eine Grafik als angeblichen Beleg. Die Grafik, die eine EU-Karte zeigte, verwies jedoch nicht auf E-Fuel-Tankstellen, sondern auf HVO-Tankstellen.
Mitte Oktober 2023 hatte sich Ploß im Deutschen Bundestag offen für einen AfD-Kandidaten des Bundestagsvizepräsidenten gezeigt. Die Unionsfraktion distanzierte sich von ihm.
Ploß tritt häufig mit Stellungnahmen und Talk-Show-Auftritten bei der wegen ihrer rechtspopulistischen Ausrichtung kritisierten Plattform Nius auf. Im Februar 2024 behauptete er dort unter anderem, durch die Ampel-Regierung gebe es „… viel schlechtere CO₂-Werte in der Energiepolitik als vorher“, außerdem sei „der Anteil der klimaschädlichen Kohle [am Strommix] viel stärker gestiegen“. Das Video seines Auftrittes verbreitete er auch auf Twitter. Aufgrund dieser Aussagen wurde er des Populismus bezichtigt. Der Energieforscher Bruno Burger vom Fraunhofer-Institut für Solare Energiesysteme teilte ihm mit, er solle „bei den Fakten“ bleiben. Tatsächlich sei die Stromerzeugung aus Braunkohle gegenüber dem Vorjahr um 27 % gesunken und damit auf das Niveau von 1963 gefallen. Auch seien die CO₂-Emissionen durch die Stromerzeugung auf den niedrigsten Wert seit der Wiedervereinigung im Jahr 1990 gefallen. Ploß blieb auch nach Burgers Hinweis bei seinen Aussagen und korrigierte seinen Tweet nicht.

## Auszeichnungen
In den Jahren 2020 und 2022 zählte das Wirtschaftsmagazin Capital Ploß zu den „Top 40 unter 40“ wichtigsten Talenten aus Wirtschaft, Politik, Wissenschaft und Gesellschaft.

## Veröffentlichungen
- Die „New Commonwealth Society“ (= Studien zur modernen Geschichte. Band 64). Franz Steiner, Stuttgart 2017, ISBN 978-3-515-11798-2.
- Eine ambitionierte Klimapolitik für heute und morgen. In: Brinkhaus & Hauptmann (Hrsg.): Eine Politik für morgen – Die junge Generation fordert ihr politisches Recht. Herder Verlag, Freiburg im Breisgau 2020, ISBN 978-3-451-39386-0.
- Mobilitätstraum: Von fliegenden Taxis und autonom fahrenden Autos. In: Marie-Christine Ostermann, Celine Flores Willers, Miriam Wohlfarth, Daniel Krauss, Andreas Rickert, Hauke Schwiezer (Hrsg.): Zukunftsrepublik – 80 Vorausdenker*innen springen in das Jahr 2030. campus Verlag, Frankfurt / New York 2021, ISBN 978-3-593-51386-7.
- Chancen begreifen – Soziale Leitbegriffe im Gespräch zwischen Politik und Sozialwirtschaft. Kohlhammer Verlag, Stuttgart 2021, ISBN 978-3-17-039644-9.
- mit Ansgar Graw:[55] Aufbruch Deutschland: Eine Agenda bürgerlicher Vernunft. FinanzBuch Verlag, München 2022, ISBN 978-3-95972-653-5.